# 1400-1409
De jaren 1400-1409 (van de christelijke jaartelling) zijn een decennium in de 15e eeuw.

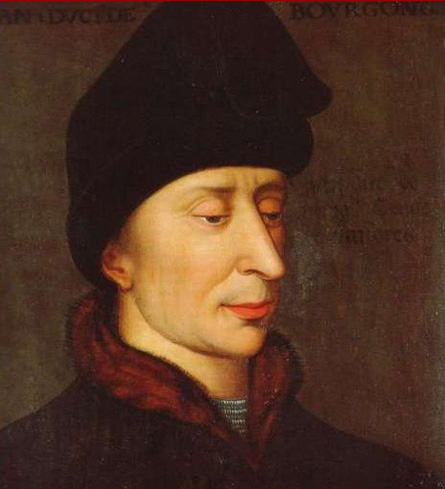
Jan zonder Vrees
Hertog van Bourgondië

## Meerjarige gebeurtenissen

### Europa
- 1404 : Filips de Stoute hertog van Bourgondië sterft, hij wordt opgevolgd door zijn zoon Jan zonder Vrees.
- 1407 : Lodewijk I van Orléans, die de geesteszieke koning Karel VI van Frankrijk vervangt, wordt in opdracht van Jan zonder Vrees in Parijs op straat vermoord.
- 1409 : Verdrag van Chartres. Aan Jan zonder Vrees wordt gratie verleend.
- De laatste gewapende anti-Engelse opstand in Wales vindt plaats tussen ongeveer 1400 en 1412 onder leiding van Owain Glyndwr, de laatste Prins van Wales die inderdaad uit Wales afkomstig is.

### Lage Landen
- 1401 : Begin van de Arkelse Oorlogen, een strijd tussen de heer van Arkel en zijn leenheer, de graaf van Holland.
- 1405 : De zetel van de Raad van Vlaanderen wordt op aanvraag van de leden overgebracht van Rijsel naar Oudenaarde. De Raad blijft hier slechts vier jaar gevestigd. In 1409 wordt hij weer overgeplaatst, nu naar het Gravensteen in Gent.
- 1408 : Slag bij Othée. De bevolking van Luik komt in opstand tegen de prins-bisschop van Luik Jan van Beieren. Zijn broer Willem VI en Jan I van Bourgondië komen hem ter hulp.

### Mongoolse Rijk
- 1400 : Timoer Lenk valt Anatolië en de Levant binnen.
- 1401 - Bagdad wordt met de grond gelijkgemaakt.
- 1402 : slag bij Ankara. Sultan Bayezid I is gedwongen om de blokkade van Constantinopel op te heffen. Timoer Lenk verslaat Bayezid en neemt hem gevangen.
- 1404 : In een poging om de Ming-dynastie omver te gooien, sterft Timoer.
- 1405 : De opvolger van Timoer, zijn kleinzoon, Pir Mohammed, wordt niet door zijn familie gesteund. Hij weet de controle over Samarkand niet in handen te krijgen.
- 1407 : Pir wordt vermoord en wordt opgevolgd door Timoers vierde zoon, Shahrukh Mirza.

### Byzantijnse Rijk
- Keizer Manuel II van Byzantium reist in 1399 persoonlijk naar Venetië en later Parijs en Londen om bij de westelijke staten om hulp te vragen tegen de Ottomanen. Hij keert in 1403 met lege handen terug in Constantinopel.

### Ottomaanse Rijk
- 1402 : Tijdens de Slag bij Ankara wordt sultan Bayezid gevangengenomen
- 1403 : Sultan Bayezid sterft in gevangenschap, een burgeroorlog breekt uit. Deze periode zonder sultan wordt het Ottomaanse Interregnum genoemd en duurde tot 1413.

### Christendom
- 1409 : Het Concilie van Pisa wordt bijeengeroepen met de bedoeling het Westers Schisma te beëindigen. Paus Benedictus XIII van Avignon en paus Gregorius XII van Rome worden afgezet. Als nieuwe paus wordt Alexander V uit Kreta verkozen, met als residentie Bologna. Resultaat: er ontstaat nu een strijd tussen drie pausen.

### Ontdekkingsreizen
- 1405 : De Chinese admiraal Zheng He vertrekt met een armada van 62 jonken en meer dan 100 kleinere scheepjes, met in totaal ongeveer 28.000 bemanningsleden, naar de 'Westelijke zeeën'.
- 1409 : Zheng He begint aan zijn tweede expeditie.

Wetenschap en technologische vernieuwing
- 1403 - Voltooiing van de bouw van de eerste papiermolen in de buurt van Hoey in de zuidelijke Nederlanden.
- Als Rector Magnificus 'nationaliseert' Jan Hus de Universiteit van Praag. Sinds de stichting in 1348 is deze onderverdeeld in de vier secties, de 'Naties': de Beierse, Boheemse, Saxische en Poolse natie (een dwarsdoorsnede van het Duitse Rijk). Elke sectie heeft één stem in het bestuur, maar in 1409 weet Hus met steun van koning Wenceslaus de stemverhouding te kantelen: drie stemmen voor de Boheemse sectie, en een voor de rest. Het gevolg: de universiteit loopt leeg omdat de woedende Duitse professoren vertrekken. Zij stichten kort daarop de universiteiten van Leipzig en Erfurt.

<< · 1400 · 1401 · 1402 · 1403 · 1404 · 1405 · 1406 · 1407 · 1408 · 1409 · >>
<< · 1400-1409 · 1410-1419 · 1420-1429 · 1430-1439 · 1440-1449 · 1450-1459 · 1460-1469 · 1470-1479 · 1480-1489 · 1490-1499 · >>